# 李集镇 (灌南县)
李集镇，原为李集乡，是中华人民共和国江苏省连云港市灌南县下辖的一个乡镇级行政单位。2018年撤乡设镇。区划代码改为320724111。

## 行政区划
李集镇下辖以下地区：
朱圩社区、合兴村、渔涝村、小垛村、徐庄村、拐圩村、和兴村、兴杨村、大杨村、万圩村、中心村、八间房村、老圩村、六塘村、同兴村、张庄村、二圩村、佑东村、久安村、东条河村和新民村。